# Belkuchi
Belkuchi är ett underdistrikt i Bangladesh. Det ligger i den centrala delen av landet, 100 kilometer nordväst om huvudstaden Dhaka.
Trakten runt Belkuchi består till största delen av jordbruksmark. Runt Belkuchi är det mycket tätbefolkat, med 1 135 invånare per kvadratkilometer.